# لا فهرسة
noindex (لا فهرسة) هي قيمة في الوسوم الوصفية [الإنجليزية] لبوتات الإتش تي إم إل تمنع بوتات البحث من فهرسة الصفحة، وبالتالي عدم ظهورها في نتائج البحث. تتضمن الأسباب التي قد تجعل المرء يرغب في استخدام هذه الوسم الوصفي توجيه البوتات بعدم فهرسة قاعدة بيانات كبيرة جدًا، أو صفحات الويب المؤقتة جدًا، أو صفحات الويب قيد التطوير، أو صفحات الويب التي يرغب الشخص في الاحتفاظ بها بشكل أكثر خصوصية، أو الطابعة و إصدارات الصفحات الملائمة للجوال. نظرًا لأن عبء احترام وسم noindex الخاصة بموقع الويب يقع على عاتق مؤلف بوت البحث، فقد لل يُلتزم بهذه العلامات في بعض الأحيان. كما يختلف أحيانًا تفسير وسم noindex قليلًا من شركة محرك بحث إلى أخرى.

## عدم فهرسة الصفحات بأكملها
```
<
html
>

<
head
>

  
<
meta
 
name
=
"robots"
 
content
=
"noindex"
>

  
<
title
>
Don't index this page
</
title
>

</
head
>

```

القيم المحتملة لمحتوى الوسم الوصفي هي: "none" و"all" و"index" و"noindex" و"nofollow" و"follow". من الممكن أيضًا الجمع بين القيم، على سبيل المثال:

### التوجيهات الخاصة بالبوت
يمكن تقييد توجيه noindex فقط على برامج بوت معينة عن طريق تحديد قيمة "name" مختلفة في الوسم الوصفي. على سبيل المثال، لحظر بوت غوغل على وجه التحديد، حدد:
```
<
meta
 
name
=
"googlebot"
 
content
=
"noindex"
>

```

أو، لحظر بوت بينغ، حدد:
```
<
meta
 
name
=
"bingbot"
 
content
=
"noindex"
>

```

أو لحظر بوت بايدو، حدد:
```
<
meta
 
name
=
"baiduspider"
 
content
=
"noindex"
>

```

### ملف robots.txt
يمكن استخدام ملف robots.txt لمنع الزحف.

## عدم فهرسة جزء من الصفحة
من الممكن أيضًا استبعاد جزء من صفحة الويب، على سبيل المثال نص التنقل، من الفهرسة بدلًا من الصفحة بأكملها. هناك تقنيات مختلفة للقيام بذلك. من الممكن استخدام عدة معًا. من غير المعروف أن عنكبوت الفهرسة الرئيسي في غوغل، غوغل بوت، يتعرف على أي من هذه التقنيات.

### الوسم <noindex>
قدم محرك البحث الروسي ياندكس وسم <noindex> جديدة تمنع فهرسة المحتوى بين العلامات. للسماح لكود المصدر بالتحقق من صحته،  بدلاً من ذلك يمكن استخدام:
```
<
p
>

Do index this text.

<
noindex
>
Don't index this text.
</
noindex
>

<!--noindex-->
Don't index this text.
<!--/noindex-->

</
p
>

```

تتعرف عناكب الفهرسة الأخرى أيضًا على وسم <noindex>، بما في ذلك أتومز.

### تنسيق ميكروفورمات
توجد مواصفات مسودة تنسيقات ميكروفورمات لعام 2005 بنفس الوظيفة. يبحث ملف تعريف استبعاد البوت عن السمة والقيمة "class=robots-noindex" في وسوم الإتش تي إم إل:
```
<
p
>
Do index this text.
</
p
>

<
div
 
class
=
"robots-noindex"
>
Don't index this text.
</
div
>

<
span
 
class
=
"robots-noindex"
>
Don't index this text.
</
span
>

<
p
 
class
=
"robots-noindex"
>
Don't index this text.
</
p
>

```

من الممكن أيضًا الجمع بين القيم،  على سبيل المثال:
```
<
div
 
class
=
"robots-noindex robots-follow"
>
Text.
</
div
>

```

### ياهو!
في عام 2007، قدمت ياهو! وظائف مماثلة للتنسيق المصغر في عنكبوتها. ومع ذلك، فإن عنكبوت ياهو! غير متوافق من حيث أنه يبحث عن قيمة class="robots-nocontent" وعن هذه القيمة فقط:
```
<
p
>
Do index this text.
</
p
>

<
div
 
class
=
"robots-nocontent"
>
Don't index this text.
</
div
>

<
span
 
class
=
"robots-nocontent"
>
Don't index this text.
</
span
>

<
p
 
class
=
"robots-nocontent"
>
Don't index this text.
</
p
>

```

### نقطة مشاركة
يستبعد iFilter الخاص بشير بوينت 2010 المحتوى الموجود داخل وسم <div> مع السمة والقيمة class="noindex". لم تُستبعد عناصر <div> الداخلية في البداية، ولكن ربما تغير هذا. ومن غير المعروف أيضًا ما إذا كان من الممكن تطبيق السمة على علامات أخرى غير <div>.
```
<
p
>
Do index this text.
</
p
>

<
div
 
class
=
"noindex"
>
Don't index this text.
</
div
>

```

### تعليقات منظمة

#### جهاز بحث جوجل
يستخدم جهاز بحث جوجل [الإنجليزية] التعليقات المنظمة:
```
<
p
>

Do index this text.

<!--googleoff: all-->

Don't index this text.

<!--googleon: all-->

</
p
>

```

تستخدم عناكب الفهرسة الأخرى أيضًا تعليقاتها المنظمة.